# Mabie
Mabie es un lugar designado por el censo ubicado en el condado de Plumas en el estado estadounidense de California. En el año 2010 tenía una población de 161 habitantes.

## Geografía
Mabie se encuentra ubicado en las coordenadas 39°46′48″N 120°32′28″O / 39.78000, -120.54111.